# Crítica de la raó pura
La Crítica de la raó pura és un text filosòfic publicat per Immanuel Kant l'any 1781, on exposa els elements centrals de la seva teoria del coneixement. Juntament amb la Crítica de la raó pràctica és una de les obres clau del pensament kantià. El 2024, amb motiu del tricentenari del naixement de Kant, Edicions de la Universitat de Barcelona en va publicar la traducció al català de Miquel Montserrat en una edició a cura de Salvi Turró i Josep Montserrat.

## Contingut
Sobre el mètode de coneixement, segons Kant, hi ha hagut tres respostes al llarg de la història del pensament:
- El racionalisme: afirma que la raó sola, al marge de l'experiència pot arribar a assolir el coneixement.
- L'empirisme: redueix tot el coneixement a l'experiència, afirmant que no és possible sense ella.
- L'irracionalisme: admet com a única font possible de coneixement els sentiments.

Tots aquests moviments filosòfics afirmen que el centre del procés de coneixement és l'objecte, al voltant del qual gira el subjecte. Així, en el procés de coneixement la clau és com és l'objecte, i no la forma que té el subjecte de conèixer l'objecte. Kant invertirà els termes de l'anàlisi del coneixement, centrant l'atenció no en l'objecte sinó en el subjecte. El subjecte és l'element actiu del procés de coneixement. L'objecte només és conegut quan aquest és integrat dins del sistema cognitiu del subjecte. A aquest procés d'invertir el centre d'atenció del procés cognitiu Kant l'anomena «gir o revolució copernicana» en el terreny del coneixement.
El que pretén Kant és sotmetre la raó a judici crític. Això és absolutament necessari, ja que hi ha molta gent que no viu de forma il·lustrada, és a dir, sense fer cas de l'autèntica raó. Per això considera que cal fer aquest exercici crític per arribar a assolir la majoria d'edat. La humanitat, segons Kant, viurà en una minoria d'edat fins que no sigui capaç de treballar amb la raó. Cal fer fora els prejudicis i supersticions, i l'única forma de fer-ho és a través d'analitzar la raó per a reconèixer els seus límits i les seves possibilitats. Això permetrà que els éssers humans arribin a l'autèntica llibertat. Per això la Il·lustració és tan important, ja que ella representa l'arribada a la majoria d'edat que permetrà que l'ésser humà sigui autènticament lliure a través de la crítica.
Kant afirmarà així que cal considerar les dues fonts de les quals parlaven empiristes i racionalistes: la sensibilitat i l'enteniment. La sensibilitat és passiva, ja que només rep les impressions de l'exterior, mentre que l'enteniment produeix espontàniament conceptes que no provenen de l'experiència. Per això afirmarà que hi ha conceptes que no neixen de l'experiència (contra el que afirmen els empiristes), però al mateix temps, aquests conceptes només tenen aplicació dins l'àmbit de l'experiència (contra el que afirmen els racionalistes).
Aquí neix un greu problema que serà plantejat a l'inici de la qüestió del coneixement i que no tindrà una resposta clara fins al final de l'anàlisi sobre el coneixement: és la metafísica una ciència? La pregunta té molt de sentit, ja que existeixen una sèrie de problemes relacionats amb la metafísica que són símptomes que alguna cosa està succeint:
- La ciència progressa mentre que en el terreny de la metafísica ens estem plantejant exactament els mateixos problemes una vegada i una altra.
- Els científics arriben a acords mentre que els filòsofs, en el terreny de la metafísica, no arriben mai a cap acord definitiu.

Aquest problema s'ha de solucionar ràpidament i si la metafísica és una ciència, caldrà analitzar quin seria el millor mètode per fer-la funcionar, mentre que si no ho és, caldrà oblidar-la de forma definitiva. Per fer-ho caldrà analitzar en primer lloc si és possible la ciència i com es produeix el coneixement i, finalment, analitzar la qüestió de la possibilitat de la metafísica com a ciència.
Kant afirma que hi ha una sèrie de condicions que fan possible el coneixement científic:
- Condicions empíriques. Són condicions que permeten l'experiència i que són perfectament modificables, com per exemple: la llum, la temperatura...
- Condicions transcendentals. Són condicions que no poden ser modificades de cap manera, ja que són condicions necessàries per al nostre coneixement. Són el temps i l'espai. Mai no es pot tenir una experiència sense temps i sense espai: tota experiència té un quan i un on; per tant, temps i espai no són experimentats, sinó que són les condicions de l'experiència. Són universals, necessaris i a priori. Fan possible l'experiència i són transcendentals, ja que són anteriors a tota experiència.

Un cop analitzades quines són les condicions que permeten el coneixement, Kant analitza quines són les propietats de la ciència, i troba que la ciència està formada per judicis («La Terra és esfèrica», «Júpiter gira en òrbita el·líptica»...). Caldrà analitzar quins tipus de judicis hi ha per a, posteriorment, analitzar quins fan possible la ciència.
Kant considera que existeixen dos tipus de judicis:
1. Judicis analítics. En els judicis analítics el predicat és dins del subjecte: Els abrics verds són verds. Aquests judicis són universals i necessaris, però no proporcionen un coneixement que no teníem.
2. Judicis sintètics. En els judicis sintètics el predicat no és inclòs dins del subjecte: Els abrics són verds. Aquests judicis no són universals, però sí que proporcionen coneixement nou (són extensius) tot i que poden ser falsos.

1. Judicis a priori. La seva veritat no depèn de l'experiència. El tot és més gran que la part.
2. Judicis a posteriori. La seva veritat sí que depèn de l'experiència. El llapis és blau.

Els judicis analítics són a priori, i els judicis sintètics solen ser a posteriori. Però si aquests fossin els únics judicis possibles la ciència seria impossible, perquè els judicis analítics a priori no són científics, ja que, malgrat ser sempre veritat, el seu coneixement no és extensiu, i els judicis sintètics a posteriori tampoc són científics, ja que, malgrat ser extensius poden ser falsos. L'única possibilitat de l'existència de la ciència és l'existència de judicis sintètics a priori els quals serien necessaris i extensius al mateix temps. Per tant, gràcies a l'existència dels judicis sintètics a priori, la ciència existeix i cal analitzar com es produeix el coneixement i quins són els elements que hi intervenen. Kant afirmarà l'existència de tres facultats del coneixement: sensibilitat, enteniment i raó, dedicant un capítol de La crítica de la raó pura a cadascuna: «Estètica transcendental», que estudiarà la sensibilitat. «Analítica transcendental», que estudiarà l'enteniment, i «Dialèctica transcendental», que estudiarà la raó.

## Capítol 1. Estètica transcendental
L'estètica transcendental estudia les condicions sensibles del coneixement (espai i temps), i mostra les condicions que fan possible els judicis sintètics a priori a la matemàtica. L'espai i el temps són les condicions transcendentals que permeten l'experiència, però no pertanyen a l'àmbit de l'objecte, sinó del subjecte.
Aquest és el «gir copernicà» en el terreny del coneixement. Ja no és el subjecte qui s'adapta a l'objecte, sinó que l'objecte és adaptat a la forma que té el subjecte de conèixer. Per això l'objecte en si, resta desconegut. Només conec el que apareix, el que anomeno fenomen. Amb això, no està dient Kant que el temps i l'espai no existeixin, sinó que no tenen existència objectiva, ja que el seu àmbit és el subjecte (posseeixen existència subjectiva).
Kant anomenarà al temps i l'espai, «formes a priori de la sensibilitat» (formes, ja que no són dades empíriques, sinó la forma que tinc de rebre les impressions; a priori perquè són anteriors a l'experiència, fent-la possible). També les anomenarà «intuïcions pures» (intuïcions, ja que no són conceptes extrets de l'experiència; pures ja que són buides de contingut empíric).
Un esquema clarificador del procés de coneixement dins l'àmbit de la sensibilitat, mostrant l'abast del gir copernicà en el terreny del coneixement, seria el següent:
Hi ha dos elements que intervenen en el procés de la sensibilitat. D'una banda l'element material (les impressions sensibles procedents de l'exterior); d'altra banda l'element formal (l'espai i el temps), que estructuren aquesta realitat fent possible l'experiència, i a través d'aquesta, el coneixement. La sensibilitat és passiva, ja que rep les impressions de l'exterior, però les estructura a través de les formes a priori (espai i temps). El resultat final és el fenomen (allò que apareix) que pot ser definit com la impressió sensible que es dona a través del temps i l'espai.
Abans hem vist com els judicis sintètics a priori eren possibles a la matemàtica (geometria i aritmètica) sense mostrar les raons per les quals són possibles. La raó és ben senzilla:
- La geometria estudia l'espai, i com l'espai és una forma a priori de la sensibilitat, els judicis sobre l'espai, seran sempre a priori.
- L'aritmètica té com a base fonamental d'estudi la successió temporal. La sèrie numèrica 1, 2, 3... es basa en el pas del temps. Per això els judicis de l'aritmètica seran sempre a priori.

Tots els judicis de la matemàtica tenen com a fonament l'estudi del temps i de l'espai, i com l'espai i el temps són formes a priori, existeixen en el subjecte i són anteriors a l'experiència. Per això els judicis de la matemàtica són universals i necessaris, formant part de la ciència.

## Capítol 2. Analítica transcendental
Fins ara, el que hem fet ha estat rebre les dades de la sensibilitat, però no les hem enteses, ja que això és la tasca pròpia de l'enteniment. Així, el que farà l'enteniment serà unificar la multitud de dades empíriques que tenim, fent possible arribar al coneixement, ja que per poder parlar de coneixement cal tenir un concepte. És a través del concepte que nosaltres entenem les percepcions. La traducció lingüística del concepte s'anomena judici. Hi ha dos tipus de conceptes:
- Conceptes empírics: Són aquells que procedeixen de l'experiència. Són conceptes a posteriori. Ex: casa, arbre.

- Conceptes purs: Són els que no procedeixen de l'experiència. Són conceptes a priori, també anomenats categories. Ex: causa.

L'enteniment aplica espontàniament aquestes categories als fenòmens provinents de la facultat de la sensibilitat. La funció de l'enteniment és la d'unificar i coordinar les dades provinents de l'experiència sensible a través de les categories. Les categories són dotze:
- Quantitat: unitat, pluralitat, totalitat.
- Qualitat: realitat, negació, limitació
- Relació: substància-accidents, causa-efecte, reciprocitat
- Modalitat: possibilitat, existència, necessitat

Així com les formes a priori (espai i temps) són buides de contingut i han d'omplir-se amb les dades de l'experiència, les categories han d'omplir-se amb les dades provinents de la sensibilitat (fenòmens). L'esquema bàsic de l'Analítica transcendental seria el següent:
fenomen + categories = concepte judici
Una conseqüència molt important és que les categories no tenen aplicació més enllà de l'experiència, ja que estan buides; per tant, només es poden aplicar les categories quan tenim fenomen, si no és així, l'aplicació serà totalment errònia.
Els judicis sintètics a priori a la física també seran possibles. L'exemple triat per Kant és el següent: tot allò que existeix té una causa. La categoria causa és un concepte pur que no prové de l'experiència. És previ a l'experiència i s'aplica a ella. Per això els judicis de la causa són universals i necessaris, possibilitant que aquests judicis siguin sintètics a priori, essent així la física una ciència.
La Filosofia Kantiana serà considerada com a idealisme transcendental, ja que, segons Kant, l'objecte en si, és totalment incognoscible. L'únic que jo puc conèixer és el fenomen (allò que apareix). Tot allò que és fora de l'experiència és totalment impossible de conèixer. Així definirà Kant el noümen, la cosa en si, allò de l'objecte que no és el fenomen. El noümen és totalment incognoscible, ja que no se li pot aplicar les categories. Només es poden aplicar als fenòmens, els quals no són els objectes en si.
L'accés a aquestes realitats no es farà a través de la raó pura (el coneixement), sinó a través de la «raó pràctica» (l'ètica). L'espai i el temps i les categories són condicions de possibilitat de l'experiència, dels fenòmens. Tot el que és al marge de l'experiència és inaccessible al coneixement. Només es pot conèixer el que ens arriba a través de l'espai i el temps (fenomen).

## Capítol 3. Dialèctica transcendental
La raó és la tercera facultat del coneixement, després de la sensibilitat i l'enteniment. La raó serveix per a unificar i universalitzar el coneixement humà, tenint com a fruit les idees. Les idees són la globalització del coneixement per donar sentit a l'experiència:
- Món com a totalitat que dona sentit a l'experiència externa
- Ànima que dona sentit a l'experiència interna
- Déu que dona sentit a les dues Idees anteriors

La raó utilitza les idees per aquesta tasca unificadora, però cal tenir present que les idees no són font de coneixement, ja que estan més enllà de l'experiència: són purs éssers pensats; no tenen valor en el món dels fenòmens.
Quan la raó fa de les idees objectes reals, és a dir, si aplica les categories a les idees (que formen part del noümen) cau en la il·lusió transcendental. Per això la metafísica com a ciència és impossible, perquè les categories només poden usar-se legítimament en l'aplicació als fenòmens. Les substàncies metafísiques (Déu, món com a totalitat, ànima) estan més enllà de l'experiència i, per tant, no s'hi poden aplicar les categories. Per això, els judicis sintètics a priori són impossibles a la metafísica. Així Kant criticarà les pretensions de fer ciència sobre les substàncies metafísiques:
- Ànima. Estudiant l'ànima s'arriba constantment a paralogismes, és a dir, a arguments que semblen lògics, però que no ho són. L'error de la metafísica consisteix a voler aplicar la categoria substància al «jo penso», quan mai no hem tingut experiència del jo.
- Món com a totalitat. Estudiant el món s'arriba a les antinòmies, és a dir, arguments contradictoris que semblen ambdós totalment vàlids. (El món és finit / El món és infinit). L'error de la metafísica consisteix a voler aplicar la categoria substància al temps i l'espai, quan són formes a priori, i no fenòmens.
- Déu. Kant critica les demostracions de l'existència de Déu: 
  - Argument ontològic: del concepte de Déu no es pot extreure la seva existència.
  - Argument cosmològic (contingència): de l'experiència de l'ésser contingent no s'extreu l'existència imprescindible de l'ésser necessari.
  - Argument teleològic, que planteja la necessitat de l'existència d'un ordenador del món. És l'argument que més respecta, però només demostra la necessitat d'un ordenador i no d'un creador.

L'àmbit de les entitats metafísiques no serà el de la raó pura, sinó el de la raó pràctica (l'ètica). Per això, cal deixar totalment clar que Kant no nega en cap moment l'existència de les entitats metafísiques (Déu, món com a totalitat, ànima), sinó que Kant, el que fa, és negar la possibilitat del seu coneixement, ja que no es poden aplicar les categories fora de l'àmbit de l'estricta experiència.